# Anagnina
Anagnina – końcowa stacja linii A metra rzymskiego. Stacja została otwarta w 1980. Poprzednim przystankiem jest Cinecittà.